# Protoasecreta
Protoasecreta (em grego: πρωτοασηκρῆτις; em latim: protaoscretis), também encontrado como protasecreta (em grego: πρωτασηκρῆτις; romaniz.: protasekretis; em latim: protasecretis), foi um oficial sênior na burocracia bizantina. O título significa "primeiro asecreta", ilustrando sua posição como chefe da ordem dos asecretas, a classe sênior dos notários imperiais.
O posto evolui gradualmente. Os primeiros asecretas são atestados no século VI, e vários patriarcas de Constantinopla e um imperador bizantino, o imperador Anastácio II (r. 713–715), foram retirados de suas fileiras. Além de possíveis referências anacrônicas para Máximo, o Confessor ser um protoasecreta sob o imperador Heráclio (610  641), o ocorrência mais antiga confirmada (como protoasecreta) vem do Liber Pontificalis do ano 756. Como chefe da chancelaria imperial (o efetivo sucessor do primicério dos notários do período romano tardio), a posição foi altamente influente: no Cletorológio de  Filoteu de 899, uma lista de precedência de oficiais imperiais bizantinos, ele é colocado como o sétimo entre os secréticos, os ministros financeiros do Estado. De documentos e evidência sigilográfica, os protoasecretas ostentaram as dignidades de protoespatário, patrício e antípato. Entre outros, o patriarca Fócio (858-867 e 877-886) ocupou o cargo.
Seus subordinados incluem não só os asecretas, mas também classes inferiores de notários imperiais, sob  seu chefe, o protonotário, bem como o oficial conhecido como decano, colocado "no comando dos trabalhos imperiais" de cordo com o Sobre as Cerimônias do imperador Constantino VII Porfirogênito (r. 913–959). O protoasecreta parece também ter sido encarregado de preparar a bula dourada imperial. Após 1106, contudo, ele foi transferido da chancelaria e assumiu funções judiciais, dirigindo um dos quatro tribunais superiores do Império Bizantino (juntamente com o grande drungário, o diceódota (dikaoidotes) e o questor). Embora a classe dos asecretas não é atestada no século XII, o posto de protoasecreta sobreviveu no período paleólogo.